# Adolf Merckle
Adolf Merckle (18. března 1934 Drážďany – 5. ledna 2009 Blaubeuren) byl německý průmyslník a velkoobchodník s léčivy.

## Život
Narodil se do původně bohaté rodiny pocházející z Ústí nad Labem. Po přesídlení do Západního Německa vybudoval koncern v oboru výroby léčiv a cementu a od roku 1994 také největší německý velkoobchod s léčivy Phoenix Pharmahandel, který působí i v České republice.
Vzděláním byl právník, ale strávil většinu svého života podnikáním. Byl ženatý a měl tři syny a jednu dceru. V žebříčku nejbohatších lidí světa jej časopis Forbes uváděl na 94. místě za rok 2008.
Potíže se splácením úvěrů v průběhu světové finanční krize na sklonku roku 2008 přinesly Mercklemu velké ztráty.
Merckle dne 5. ledna 2009 spáchal sebevraždu, když skočil pod vlak v blízkosti svého bydliště. Po jeho smrti se synovi Ludwigovi Mercklemu podařilo rodinný firemní konglomerát (Merckle Group) zachránit a hospodářsky upevnit.